# La Clapera
|  | Per a altres significats, vegeu «la Clapera (Vallfogona de Ripollès)». |

El Mas la Clapera o la Clapera Nova és un mas a tocat dels Hostalets d'en Bas (Garrotxa) protegit com a bé cultural d'interès local. Cal no confondre'l amb la Clapera que hi ha al veïnat de Joanetes al mateix municipi.

## Arquitectura

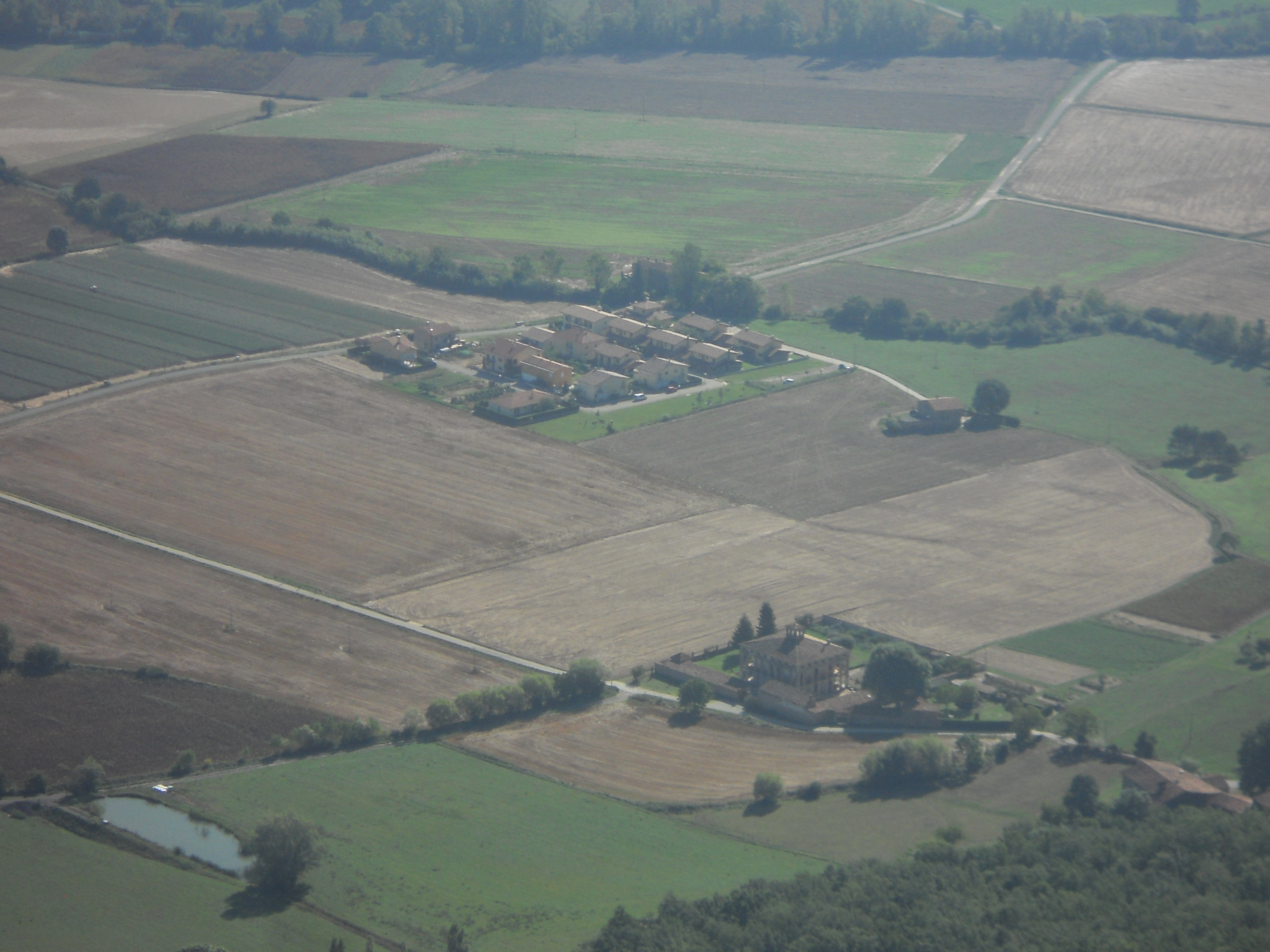
Vista aèria de l'entorn del mas

És un edifici civil orientat a migdia. Casa de grans dimensions amb planta semi-quadrada. Les façanes, molt exterioritzades, presenten uns arcs que envolten la casa i es poden distingir 4 grups diferenciats segons la forma i la mida, perfectament simètriques.
Tant a la planta baixa com al primer pis denoten aquesta exteriorització, que queda rematada per una agulla de grans dimensions. A sobre de cada volta hi ha finestres ovalades. També hi ha una font amb inscripcions i una tàpia que envolta aquest edifici i a una masoveria annexa.

## Història
El mas Clapera deu la seva dominació al lloc pedregós on fou construït pels seus fundadors; Clapera és un topònim que pot correspondre a "claper" o ermot rodejat de conreus. Als documents del segle xiv s'anomena "mansus de Claperia" i es té informació de que durant el segle xiii els Clapera tenien tot el mas amb les seves pertinences sota el domini directe del monestir de Santa Maria de Lladó, canònica agustiniana. Els anys 1936-39 va convertir-se en camps de concentració.